# عبدالله بن جبير الجويبري المجنوني اللحياني
سيرة الشيخ عبدالله بن جبير المجنوني اللحياني
رحمه الله رحمة واسعة
نسبه
هو الشيخ عبد الله بن جبير بن جبريل بن عوده المسفري المجنوني اللحياني، من مرير من لحيان بن هذيل بن مدركة بن إلياس بن مضر بن نزار بن معد بن عدنان، من ذرية نبي الله إسماعيل بن إبراهيم عليهما السلام.
مولده
ولد الشيخ عبدالله بن جبير سنة 1327هـ في اللحيانية من ديار قبيلة لحيان بمكة المكرمة وضواحيها.
صفاته ومناقبه
- طويل القامة، عريض المنكبين، حنطي البشرة، ذو هيبة ونظرة ثاقبة.
- واسع البال وله قبول لدى جماعته.
- تولى المشيخة بعد وفاة ابن جده الشيخ صدقة بن جبري بن عوده وكان عمره 40 سنة.
- مرجع في القضاء العرفي وحل المشاكل وقص الأثر والإصلاح بين المتخاصمين.
- محب للخير ومساعدة المحتاجين، ولقب بـ (أبو غازي) و(فكّاك النشايب).
- اشتهر بالكرم وخدمة القبيلة.
أدواره ومواقفه
- حضر وتمثل في وثائق الصلح وتحديد الحدود بين لحيان والقبائل المجاورة (1378هـ و1401هـ).
- شارك في رحلة "الداكوتة" الشهيرة إلى الرياض للسعي في قضية عتق رقبة من أبناء القبيلة.
- عين عام 1360هـ في دائرة قائم مقام العاصمة بمكة المكرمة وتقاعد عام 1390هـ.
علاقاته مع شيوخ عصره
شارك مع كبار شيوخ لحيان في عهده، وكان له حضور بارز بينهم مثل الشيخ ستر بن مستور المحمدي، الشيخ مصلح بن صليح الغريفي، الشيخ حويمد بن برعوص القريبي، وغيرهم.
ذريته
رزق الشيخ عبدالله بن جبير بأحد عشر ولداً (عشرة ذكور وبنت واحدة)، وهم:
- غازي (وكان يُكنى به).
- عبدالمحسن – مدرس.
- حسن.
- حامد.
- محمد.
- حمود.
- بندر – مهندس.
- فيصل.
- خالد.
- أحمد – رجل أعمال.
- عائشة (ابنته الوحيدة).
وفاته
توفي الشيخ عبدالله بن جبير سنة 1402هـ في مزرعة ابن عمه الشيخ محمد بن سليم المجنوني اللحياني باللحيانية، عن عمر ناهز 73 سنة، رحمه الله رحمة واسعة وأسكنه فسيح جناته.
اللهم اغفر له وارحمه، وعافه واعف عنه، وأكرم نزله ووسع مدخله، واجعل ما قدم في موازين حسناته، واخلفه في عقبه بخير، واجمعنا به في جنات النعيم.